# Ansbach
Ansbach je historické město v Bavorsku, ve Středních Francích (Mittelfranken). Leží na řece Fränkische Rezat a na dálnici A6 asi 40 km jihozápadně od Norimberka, s nímž je spojeno předměstskou dráhou S4.

## Historie
Vzniklo kolem benediktinského kláštera, založeného v polovině 8. století hrabětem Gumbertem, který byl později svatořečen. Roku 1221 se poprvé připomíná jako město a od roku 1331 bylo sídlem rodu Hohenzollernů až do roku 1415, kdy se stali braniborskými markrabími. Mladší větev rodu, braniborsko-ansbašská, si zde v letech 1704-1738 vybudovala velký barokní zámek. Roku 1710 zde byla založena významná továrna na kameninu (fajáns).
Město bylo centrem Ansbašského knížectví, které existovalo od konce 14. století do roku 1791. 
Nacisté vyvraždili zdejší židovskou obec, nejméně 500 pacientů psychiatrické léčebny a více než 50 postižených dětí. Byla zde velká základna bombardovacích letadel, kterou po válce užívala americká armáda. Těsně před koncem války se mladý student Robert Limpert snažil přesvědčit vojáky, aby se město vzdalo bez boje, na udání svých vrstevníků z Hitlerjugend byl však oběšen před radnicí. Roku 1970 se město rozšířilo o řadu sousedních obcí a roku 1996 vznikla univerzita aplikovaných věd.

## Politika

### Vrchní starostové
- 1877–1905: Ludwig Keller
- 1905–1919: Ernst Rohmeder
- 1919–1934: Wilhelm Borkholder
- 1934–1945: Richard Hänel (NSDAP)
- 1945: Hans Schregle (SPD), dosazen US-vojenskou správou
- 1945–1950: Ernst Körner (SPD)
- 1950–1952: Friedrich Böhner
- 1952–1957: Karl Burkhardt (CSU)
- 1957–1971: Ludwig Schönecker (CSU)
- 1971–1990: Ernst-Günther Zumach (CSU)
- 1990–2008: Ralf Felber (SPD)
- od 1. května 2008: Carda Seidel (bezpartijní)

## Doprava
Ansbach leží na dálnici A6, na silnicích B13 a B14 a na železničních tratích Norimberk - Crailsheim a Treuchtlingen - Würzburg. Má malé sportovní letiště.

## Pamětihodnosti
- Residence - velký barokní palác s parkem a oranžerií z let 1704-1738. Je zde velká sbírka fajánsového nádobí.
- Gotický kostel svatého Gumberta z 15. století, zbytek někdejšího kláštera, zrušeného 1560
- Gotický kostel svatého Jana z 15. století
- Barokní synagoga z roku 1740, vyplundrovaná nacisty a obnovená jako „symbolický Boží dům“
- Vysílací věž vysoká 137 m na Ludwigshöhe

### Galerie

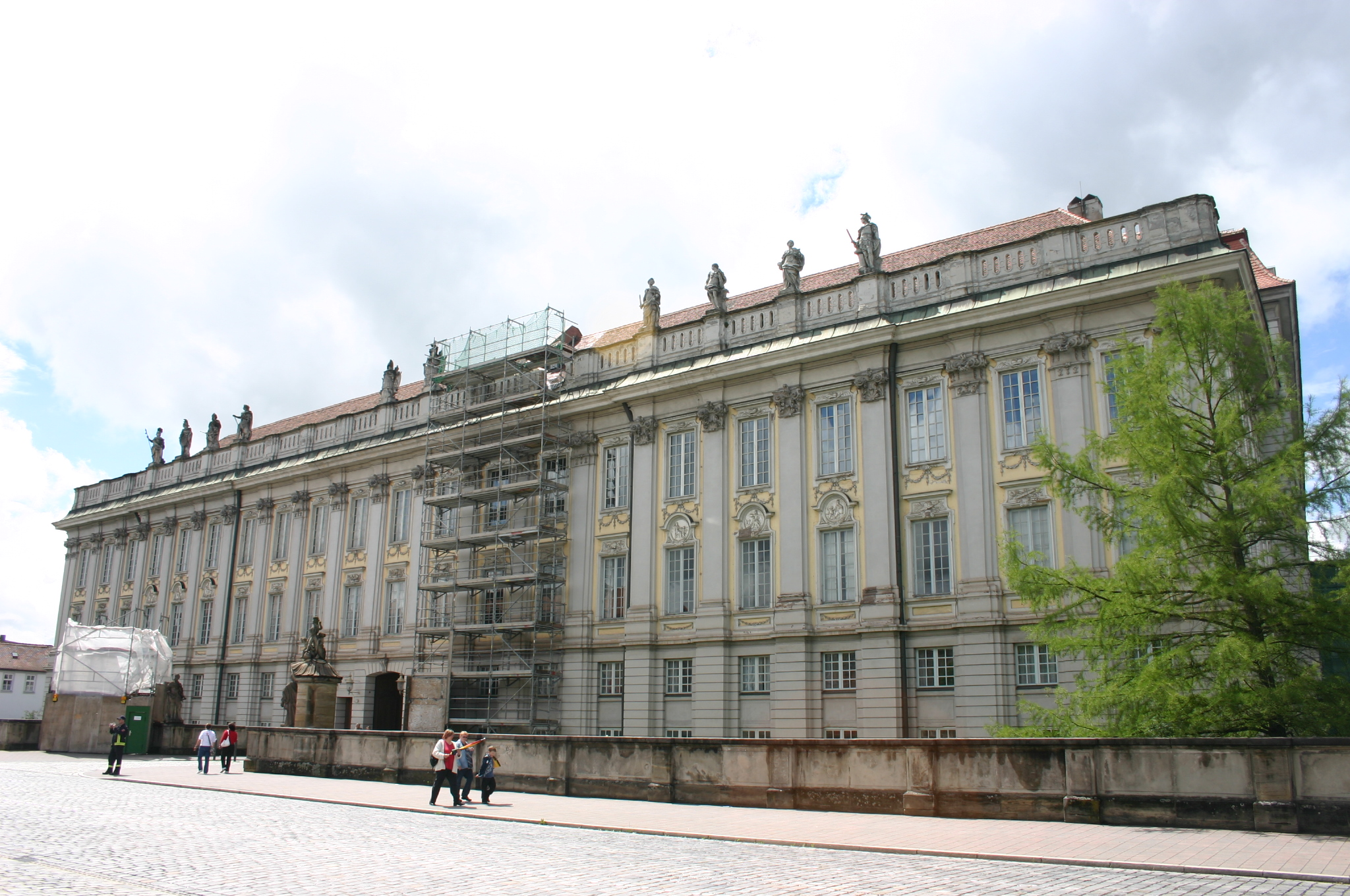
Ansbach, residence
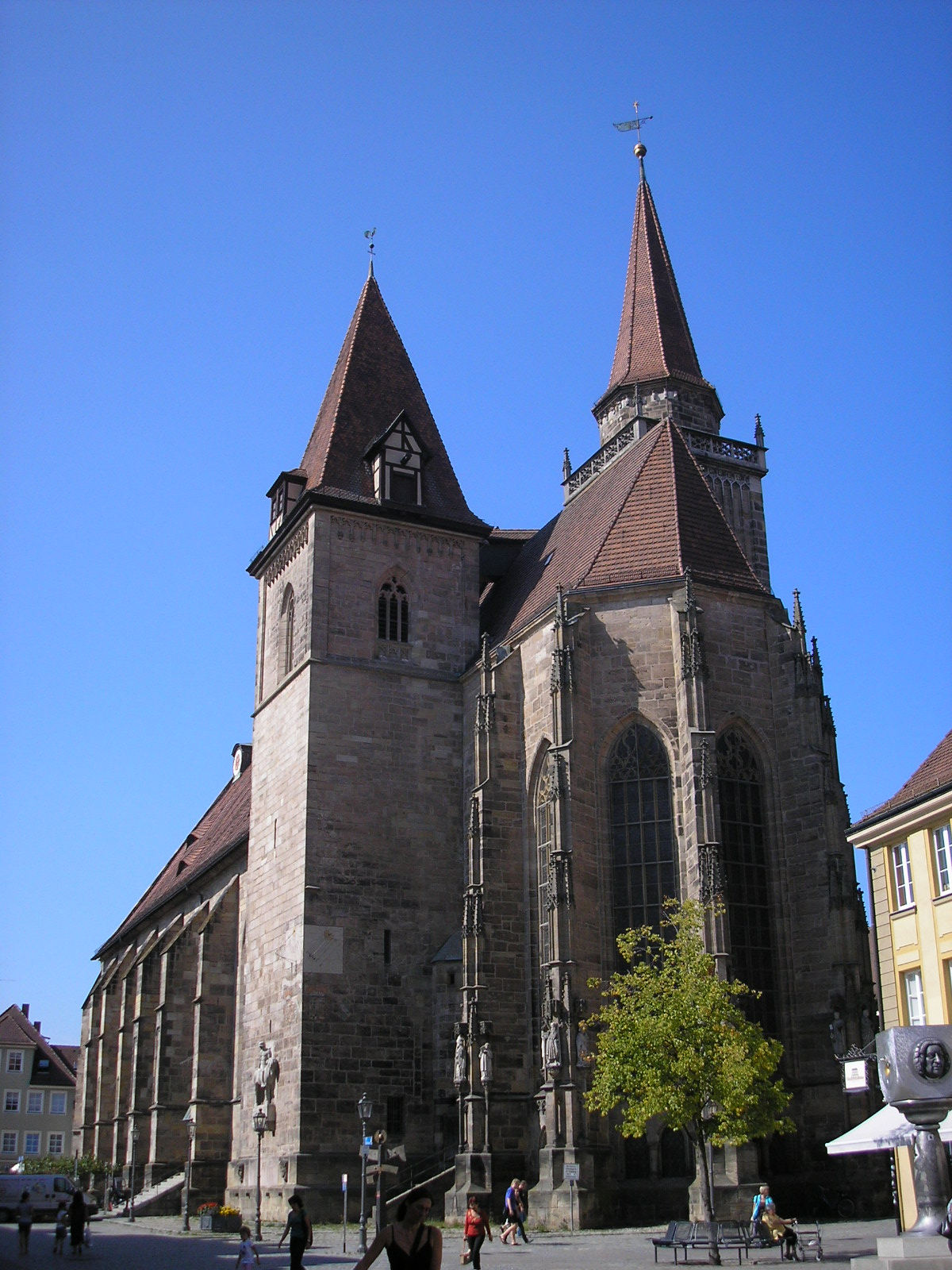
Kostel sv. Jana
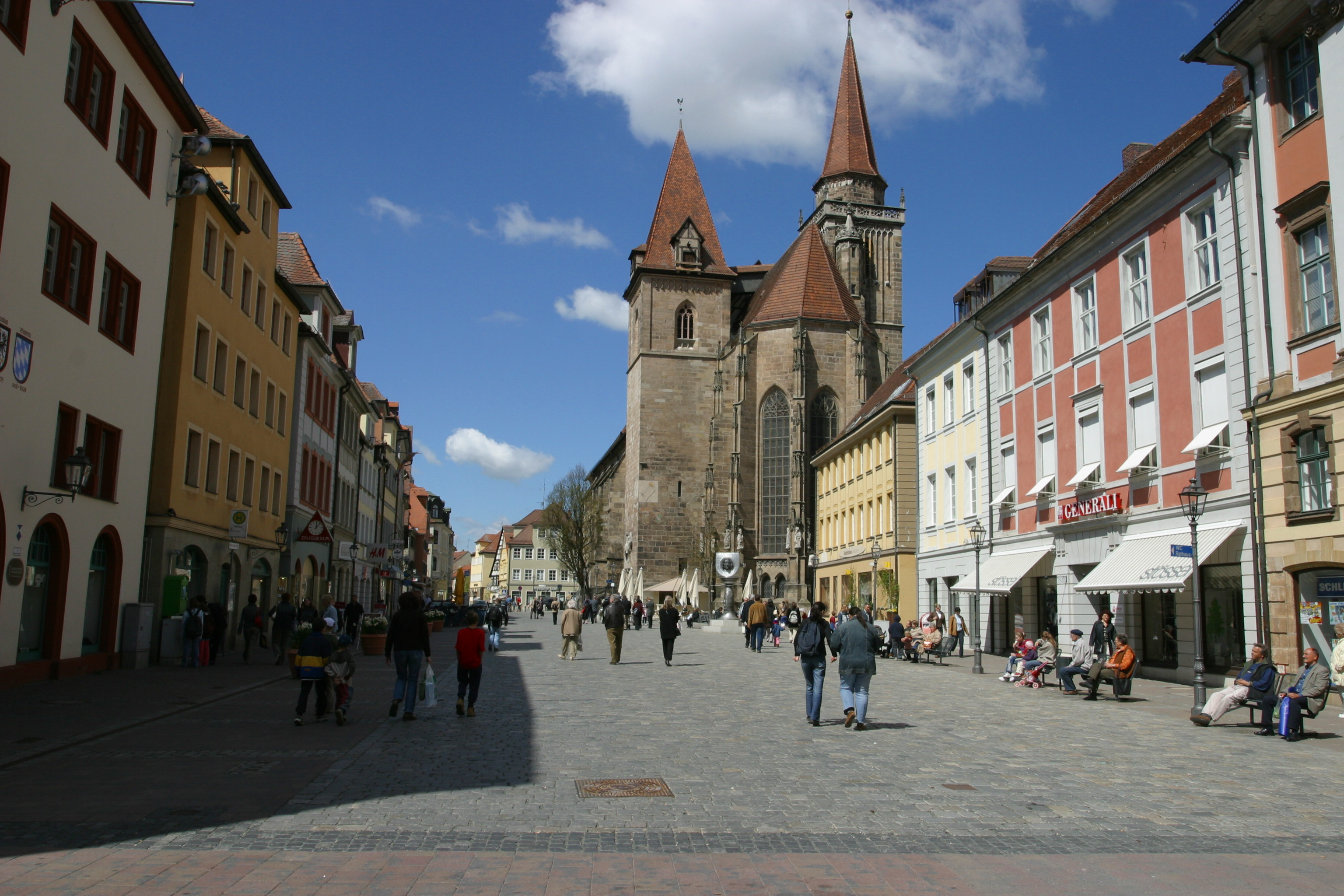
Kostel sv. Gumberta
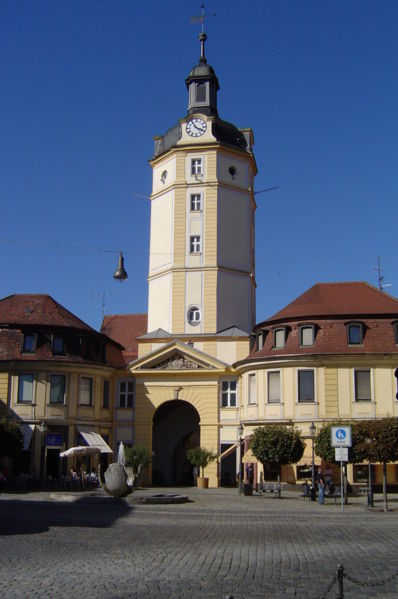
Herriederská brána

## Partnerská města
- Anglet, Francie
- Bay City, USA
- Fermo, Itálie
- Jingjiang, Čína